# Eupithecia insignioides
Eupithecia insignioides là một loài bướm đêm trong họ Geometridae.

## Hình ảnh

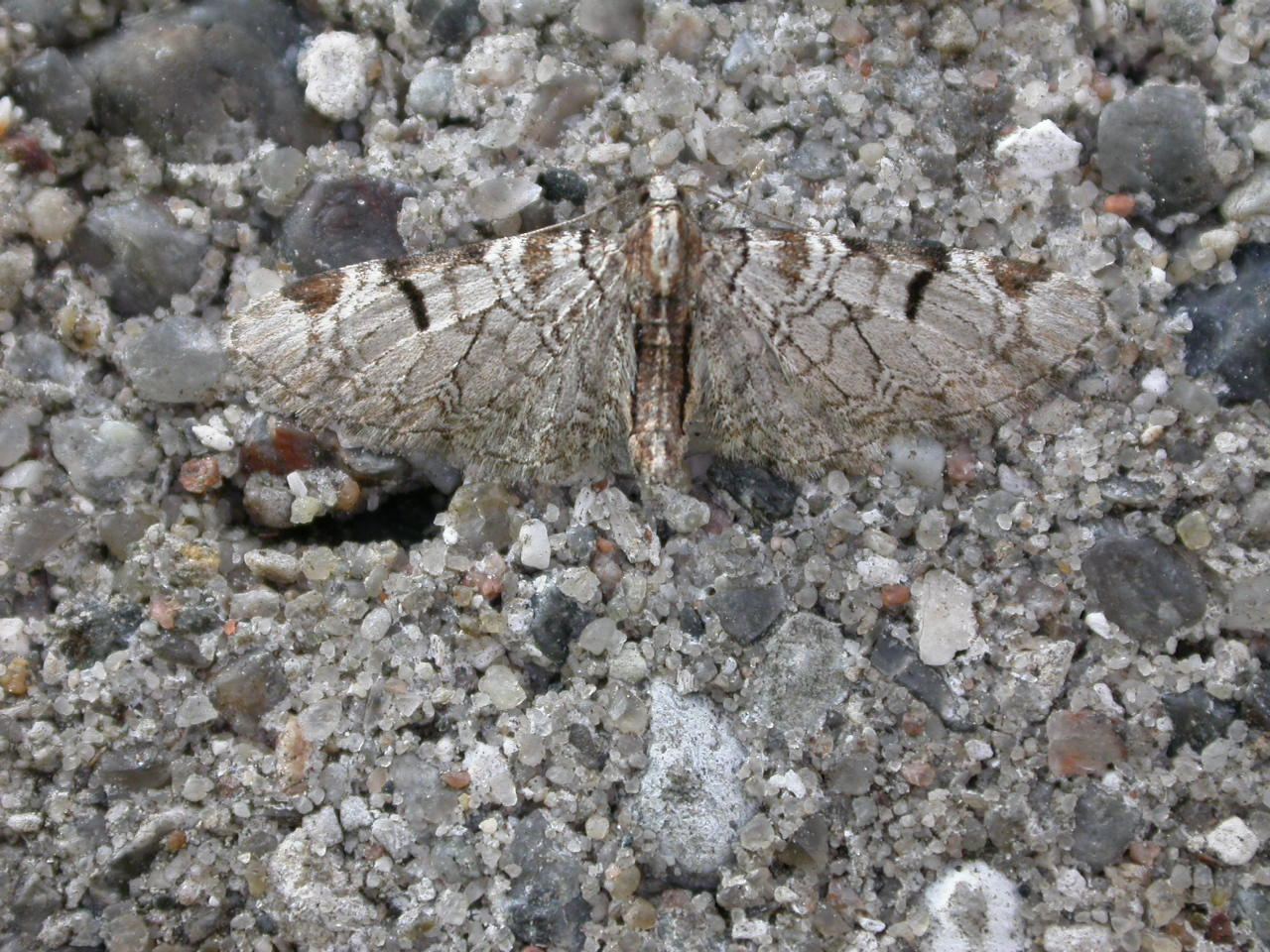